# When the looting starts, the shooting starts
« When the looting starts, the shooting starts », pouvant se traduire en français par « Quand le pillage commence, la fusillade démarre » ou « Si les pillages commencent, les tirs commencent », est une citation de Walter E. Headley, chef de police de Miami, prononcée en 1967 en réponse à une vague de violences qui survient lors des vacances des fêtes de fin d'année,. Il accuse de « jeunes voyous âgés de 15 à 21 » ans de « profiter du mouvement afro-américain des droits civiques » qui touche alors les États-Unis.
Ayant ordonné à ses subordonnés de contenir la violence avec des fusils de chasse, Headley déclare à la presse « nous ne nous préoccupons pas d'être accusés de brutalité policière,. »

## Analyse
Aux États-Unis, la charge raciste de la phrase est sans équivoque.

## Reprise
La phrase est reprise par le gouverneur George Wallace lors de sa campagne présidentielle de 1968 (en).
La phrase est également reprise le 28 mai 2020 sur Twitter par le président américain Donald Trump en réponse aux émeutes liées à la mort de George Floyd,.